# إم 1 (بندقية)
بندقية إم 1 جاراند (بالإنجليزية: M1 Garand) ، هي بندقية شبه آلية ، وكانت البندقية الخدمية للجيش الأمريكي خلال الحرب العالمية الثانية والحرب الكورية، ووزعت لدول العالم الحليفة.
البندقية مصممة لخرطوشة سبرينغفيلد عيار 30-06، وسُمّيت تيمنًا بمصممها الكندي الأمريكي، جون جاراند. كانت أول بندقية آلية الِتحميل قياسية للولايات المتحدة. بحسب معظم الروايات، كان أداء بندقية إم ١ ممتازًا. فقد وصفها الجنرال جورج باتون بأنها «أعظم أداة قتال صممت على الإطلاق». حلّت إم ١ محل بندقية إم 1903 سبرينغفيلد كبندقية خدمية للجيش الأمريكي عام 1936م، ثم استُبدلت هي نفسها ببندقية إم 14 في 26 مارس 1958م.

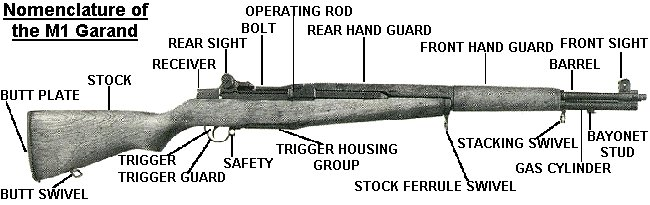
إم ١ مع الأجزاء المهمة عليها.

## مستخدمون

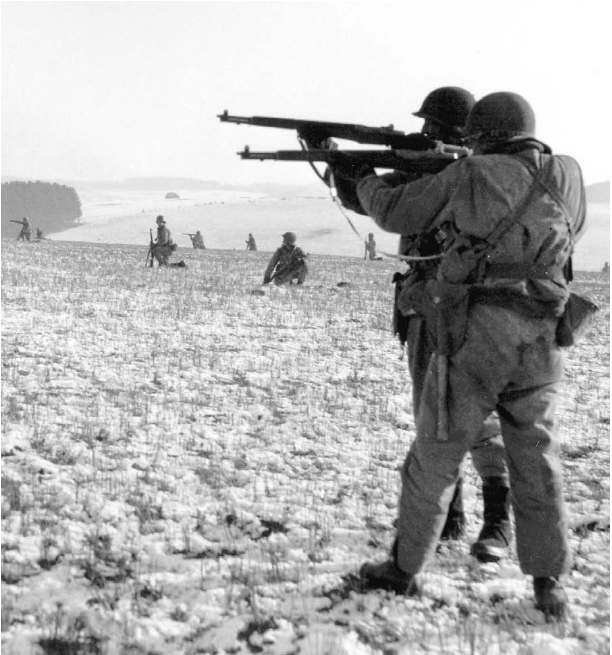
البندقية إم-1 خلال الحرب العالمية الثانية عام 1944م.

- الأرجنتين:أستخدم الأرجنتين البندقية مجموعة من البنادق إم-1 نحو 30 ألف بدعم من الحكومة الأمريكية قبل عام 1964م.
- البرازيل:أستخدم البرازيل مجموعة من البنادق إم-1 والتي أعطتها الحكومة الأمريكية خلال عقد 1950م.
- كمبوديا:أعطت الحكومة الأمريكية لحكومة الخمير لمواجهة الخمير الحمر خلال فترة السبعينات من القرن العشرين.
- كوبا:يستخدم كوبا بندقية إم-1.
- الدنمارك:تملك الدنمارك نحو 69.810 من البنادق إم-1 أعطتها الحكومة الأمريكية عام 1964.
- إثيوبيا:تملك إثيوبيا إم-1 نحو 20.700 بندقية، أعطتها الحكوومة الأمريكية خلال فترة الستينات من القرن العشرين.
- فرنسا: أعطت الحكومة الأمريكية لجيش جيش فرنسا الحرةمجموعة من البنادق لمواجهة الجيش الألماني خلال الحرب العالمية الثانية.
- ألمانيا الغربية:أعطت الحكومة الأمريكية لألمانيا الغربية نحو 46.750 الف قطعة سلاح بندقية إم-1 إلى عام 1965 خلال الحرب الباردة، كون ألمانيا الغربية تتبع حلف الناتو.
- اليونان:تملك اليونان نحو 186.090 بندقية.
- إندونيسيا:تملك إندونيسيا مابين 55.000 إلى 78.000 ألف بندقية.
- إيران:تملك إيران نحو 165.490 بندقية ، أعطتها الحكومة الأمريكية إلى عام 1964.
- إسرائيل:تملك إسرائيل نحو 60.000 بندقية أعطتها الحكومة الأمريكية إلى عام 1975.
- إيطاليا:تملك إيطاليا نحو 100.000 بندقية خلال عقد الخمسينات من القرن العشرين.
- اليابان:تصنع اليابان بندقية إم 1 والتي تستخدمها قوات الدفاع الذاتي اليابانية بالترخيص من الحكومة الأمريكية.
- الأردن:تملك الأردن مابين 25.000 إلى 30.000 بندقية أعطتها الحكومة الأمريكية إلى عام 1974.
- كوريا الجنوبية:أعطت الحكومة الأمريكية لكوريا الجنوبية نحو 296.450 الف بندقية إم 1 مابين أعوام 1964إلى 1974 .
- لاوس:تملك لاوس نحو 36.270 الف قطعة سلاح ، أعطتها الحكومة الأمريكية من عام 1950 إلى 1975.
- النرويج:أعطت الحكومة الأمريكية إلى عام 1964 للنرويج نحو 72.800 بندقية إم-1.
- بنما:تستخدم بنما بندقية إم-1.
- الباراغواي:تستخدم البارغواي نحو 30.750 الف قطعة سلاح من إم-1.
- الفلبين:تستخدم الفلبين نحو 34.300 بندقية إم-1 ، بدعم من الحكومة الأمريكية.
- السعودية:أعطت الحكومة الأمريكية للسعودية نحو 34.530 بندقية إم-1 ، والسعودية تصنع الآن مجموعة من بنادق إم-1.
- فيتنام الجنوبية:تستخدم فيتنام الجنوبية نحو 220.300 بندقية إم-1 ، وتعد الأقوى لتصدير البندقية إلى فيتنام بسبب تهديد فيتنام الشمالية لضم فيتنام الجنوبية وإنهاء الوجود الأمريكي ، واستخدمت البندقية من عام 1950 إلى سقوط سايغون عام 1975.
- تايلاند:تستخدم تايلاند نحو 40.000 بندقية إم-1 بدعم من الحكومة الأمريكية.
- تركيا:تستخدم تركيا نحو 312.430 بندقية إم-1 ، بدعم من الحكومة الأمريكية.
- الولايات المتحدة:تستخدم الحكومة الأمريكية البندقية من أعوام 1936 إلى 1963 ، ويشمل : القوات البرية والبحرية والجوية ، وكذلك تستخدم البندقية خلال التدريبات العسكرية.
- الأوروغواي.
- فنزويلا:تستخدم فنزويلا بندقية إم 1 نحو 55.670 بندقية إم-1 إلى نهاية عام 1975.خريطة توضح مستخدمي إم ١ باللون الأزرق والمستخدمين السابقين باللون الأحمر

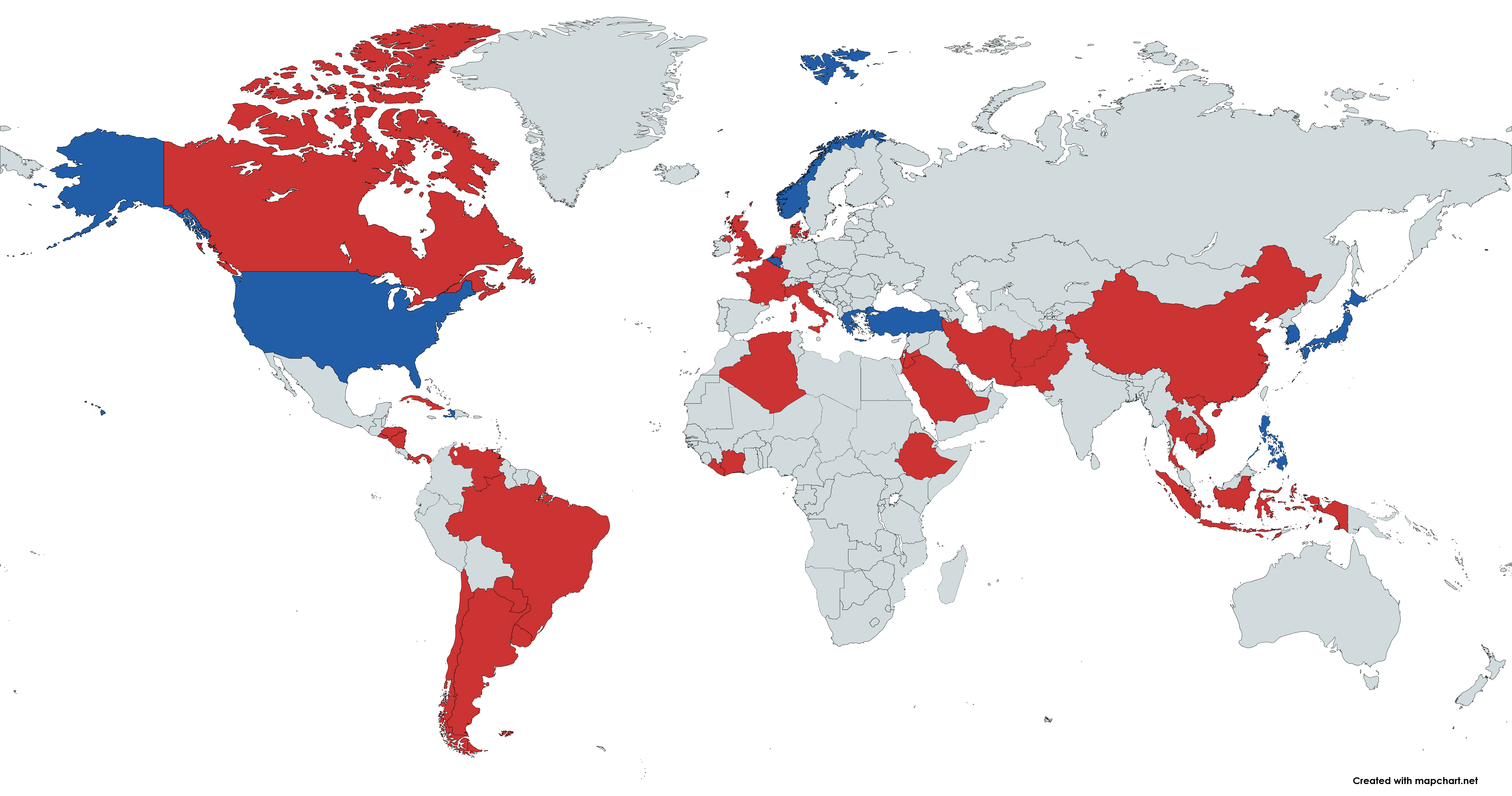
خريطة توضح مستخدمي إم ١ باللون الأزرق والمستخدمين السابقين باللون الأحمر

## وصلات خارجية

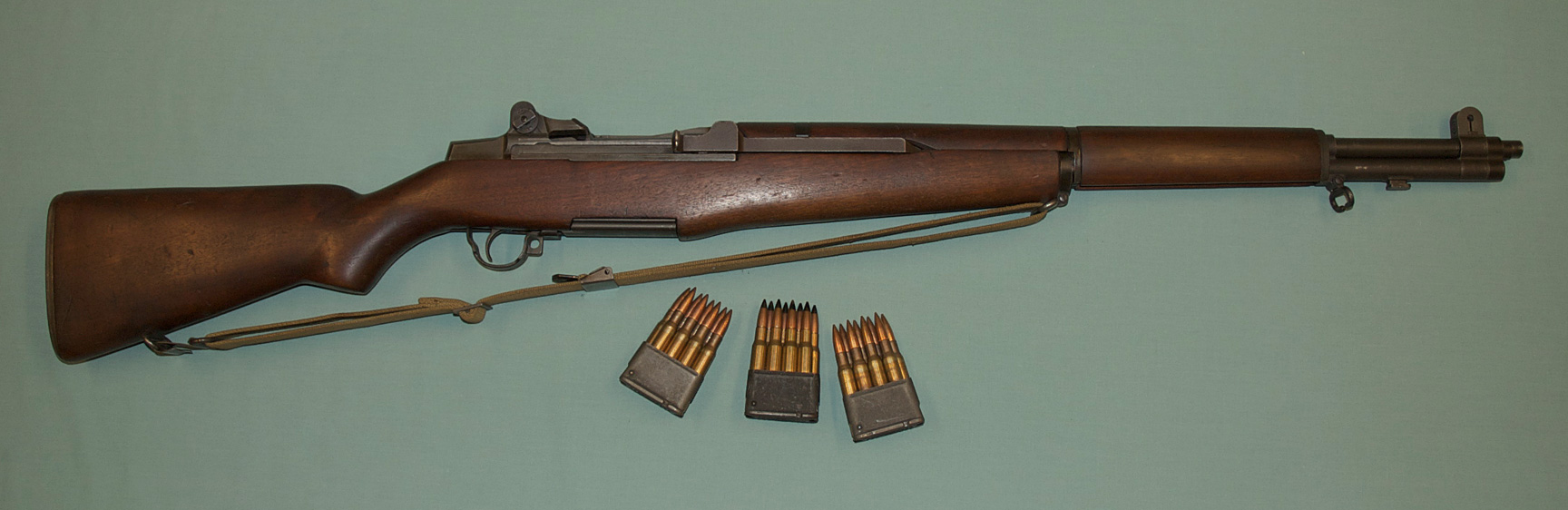
M1 Garand with en bloc clips.

- Popular Science, October 1940, He Invented the World's Deadliest Rifle
- Civilian Marksmanship Program (CMP) – Major source of surplus M1 Garand rifles
- The Garand Collectors Association (GCA) – USA Association, with members world wide, dedicated to the research and documentation of the M1 Garand.
- Sniper Central: The M1C and M1D – Information on the sniper variants of the Garand rifles
- M1 Garand at Modern Firearms – Comprehensive source of information on the Garand rifles
- U.S. Army Field Manual 23–5[وصلة مكسورة] – Official United States Army Field Manual on the M1 Garand (October 1951)
- M1 Garand Information Place – Website containing various articles on advanced Garand maintenance and customization
- الفيلم القصير "Rifle Marksmanship with the M1 Rifle (1942)" متوفر للتحميل من موقع أرشيف الإنترنت [المزيد]
- الفيلم القصير "Rifle - U.S. Cal. .30 M1 - Principles of Operation (1943)" متوفر للتحميل من موقع أرشيف الإنترنت [المزيد]
- "How to Shoot the U.S. Army Rifle (1943)" في أرشيف الإنترنت
- Reference manual page including 4 M1 garand manuals
- Articles page including information on blank adapting the M1 Garand
- M1 Garand Rifle Served During Turbulent Years - article at GunWeek.com
- The M1 Garand Rifle An American Companion In Three Wars
- Early prototypes of the Garand semiautomatic rifle
- M1 Garand History

 The ' (officially designated as United States Rifle, Caliber .30, M1' and later it was just called Rifle, Caliber .30, M1, and also abbreviated as US Rifle, Cal. .30, M1) is chambered for the .30-06 Springfield بندقية (سلاح) خرطوش. It was the first بندقية نصف آلية to be generally issued to the مشاة (عسكرية) of any nation. Called "the greatest battle implement ever devised" by General جورج باتون، the Garand officially replaced the bolt-action M1903 Springfield as the standard بندقية الخدمة of the United States Armed Forces in 1936 and was subsequently replaced by the selective fire M14 in 1957. However, the M1 continued to be used in large numbers until 1963 and to a lesser degree until 1966. Like its predecessor, the M1 originated from the Springfield Armory.
1. ↑  Hogg, Ian V., & Weeks, John. Military Small-Arms of the 20th century (London: Arms & Armour Press, 1977), p.183, "US Rifle, Caliber .30in ('Garand'), M1-M1E9, MiC, M1D, T26".
2. ↑  HISTORY OF THE SPRINGFIELD ARMORYSpringfield Armory National Historic Site [وصلة مكسورة] نسخة محفوظة 24 مارس 2016 على موقع واي باك مشين.